# Heywood Broun
Heywood Campbell Broun Jr. ( /ˈ b r uː n / ; 7 décembre 1888 - 18 décembre 1939) est un journaliste américain. Il a travaillé comme rédacteur sportif, chroniqueur et rédacteur en chef à New York. Il est le cofondateur l'American Newspaper Guild, connue plus tard sous le nom de The Newspaper Guild et maintenant sous le nom de NewsGuild-CWA. Né à Brooklyn, New York, il est surtout connu pour ses écrits sur les questions sociales et sa défense des opprimés.

## Carrière
Broun est né à Brooklyn, le troisième des quatre enfants de Heywood C. Broun et Henrietta Marie (née Brose) Broun.
Il fréquente l'Université Harvard, mais n'obtient pas de diplôme. Il commence sa carrière professionnelle en écrivant des articles sur le baseball dans la section sportive du New York Morning Telegraph. Broun travaille au New-York Tribune de 1912 à 1921, devenant critique dramatique. Il commence à travailler en 1921 pour le New York World. Au World, il écrit sa chronique syndiquée, It Semble Me . En 1928, Broun rejoint les journaux Scripps-Howard, dont le New York World-Telegram. La chronique de Broun est publiée dans le World-Telegram jusqu'à ce que Scripps-Howard décide brusquement de ne pas renouveler son contrat. Il est ensuite repris par le New York Post. La seule chronique de Broun est parue dans ce journal deux jours avant sa mort.
En tant que critique dramatique, Broun écrit en 1917 à propos de l'acteur Geoffrey C. Stein dans la pièce controversée The Awakening of Spring : "[...] Geoffrey Stein a donné une performance ridiculement inadéquate dans le rôle important de Melchior. C'était de loin la pire performance nous n'avons jamais vu sur n'importe quelle scène."  Stein a poursuit le New-York Tribune et Broun pour diffamation ; mais à la lumière des instructions du juge au jury, Broun et la Tribune gagnent le procès. Quelques semaines plus tard, il doit revoir une production avec Stein au casting. Sa seule mention de l'acteur est dans la dernière phrase de sa chronique : "Nous ne pensions pas que Geoffrey Stein était à la hauteur de ses standards habituels" ,.
Broun invente la formule "La postérité est aussi susceptible d'avoir tort que n'importe qui d'autre" qui est largement utilisée, souvent dans des débats sur la documentation et l’histoire. De 1927 à 1937, Broun écrit une chronique régulière, intitulée « It Seems to Heywood Broun », pour le magazine The Nation. Sa chronique comprend des critiques à l'égard d'un autre employeur, le New York World, qui licencie Broun en conséquence. Broun quitte ensuite The Nation pour son rival The New Republic.
En 1930, Broun se présente sans succès au Congrès américain en tant que socialiste. Un slogan de Broun est « I'd rather be right than Roosevelt».
En 1933, avec Joseph Cookman, rédacteur en chef du New York Evening Post, John Eddy du New York Times et Allen Raymond du New York Herald Tribune, Broun contribue à la fondation de la Newspaper Guild.
À partir du 8 février 1933, Broun est présent dans une émission de radio, The Red Star of Broadway, sur WOR à Newark, New Jersey. Broun est présenté comme "L'homme de la ville de Broadway". Parrainé par Macy's, le programme comprend également des musiciens et des ménestrels. En 1938, Broun contribue à la création du tabloïd hebdomadaire Connecticut Nutmeg, bientôt rebaptisé Broun's Nutmeg.

## Vie privée
En 1915, Broun rencontre la ballerine russe Lydia Lopokova et ils se fiancent rapidement. Elle rompt la relation pour rejoindre les Ballets russes en 1916. Le 7 juin 1917, Broun épouse l'écrivaine-éditrice Ruth Hale (en), une féministe qui cofonde plus tard la Lucy Stone League. Le couple a un fils, le journaliste Heywood Hale Broun (en).
Avec ses amis (le critique Alexander Woollcott, l'écrivaine Dorothy Parker et l'humoriste Robert Benchley), Broun est membre de la célèbre Algonquin Round Table de 1919 à 1929. Son apparence habituellement échevelée lui vaut d'être assimilé à « un lit défait ». Il est également un ami proche des Marx Brothers et assiste à leur spectacle The Cocoanuts plus de 20 fois. Broun plaisante en disant que sur sa pierre tombale on lirait "tué en gênant certains maquilleurs lors d'un spectacle des Marx Brothers".
En novembre 1933, Ruth Hale divorce de Broun. En 1935, il épouse une choriste veuve nommée Maria Incoronata Fruscella Dooley (nom de scène Connie Madison). Sept mois avant sa mort en 1939, Broun, qui est agnostique, se convertit au catholicisme à la suite de discussions avec le révérend Fulton Sheen et le révérend Edward Patrick Dowling.
Broun est décédé d'une pneumonie, à 51 ans, à New York. Plus de 3 000 personnes assistent à ses funérailles à la cathédrale Saint-Patrick de Manhattan.

## Publications
- The A.E.F. (1918)
- Our Army at the Front (1918)
- The 51st Dragon (1919)
- Seeing Things at Night (1921)
- The Boy Grew Older (1922)
- Pieces of Hate (1922)
- The Sun Field (1923)
- Sitting On The World (1924)
- Gandle Follows His Nose (1926)
- Anthony Comstock: Roundsman of the Lord (avec Margaret Leech) (1927)
- Christians Only: A Study in Prejudice (1931)
- It Seems to Me (1935) chroniques
- Collected Edition (1941) chroniques